# Phare de Punta Higuero
Le phare de Punta Higuero (en anglais : Punta Higuero Lighthouse) est un phare actif situé à Punta Higuero (ceb) dans la municipalité de Rincón, à Porto Rico, en mer des Caraïbes. Il est géré par l'United States Coast Guard.
Il est référencé dans le registre national des lieux historiques sous la tutelle du Gouvernement fédéral des États-Unis depuis le 22 octobre 1981.

## Histoire
Le premier phare a été construit en 1892 par le gouvernement espagnol et a été reconstruit en 1922 par la Garde côtière américaine, après avoir été gravement endommagé par le tremblement de terre de 1918 qui a frappé l'ouest de l'île.
En 1892, le phare original était construit comme une station fixe blanche du 6e ordre avec un faisceau lumineux de 6 milles. Son aspect méditerranéen provenait d'une combinaison élaborée de briques apparentes et en retrait dans les façades autour des portes, des fenêtres et des angles. L'aspect "château" était encore renforcé par le stuc rougeâtre imitant le travail de la pierre sur toutes les façades et par une corniche très ouvragée en briques apparentes surmontée d'un parapet construit en brique ressemblant à de la dentelle.
Le nouveau phare a été mis en service le 12 janvier 1922. Le bâtiment a été endommagé par un incendie après son automatisation en 1933 et a ensuite été restauré. La ville de Rincón a construit le El Faro Park autour du phare, un lieu prisé pour le surf et l'observation des baleines.

## Description
Ce phare  est une tour cylindrique en béton, avec une galerie et une balise de 21 m de haut. La tour est peinte en blanc et la lanterne et sa galerie sont noires. feu à occultations émet, à une hauteur focale de 27 m, un long éclat blanc de 3 secondes par période de 4 secondes. Sa portée est de 9 milles nautiques (environ 17 km).
|          |
| Le phare |

|          |
| Le phare |

## Caractéristiques dufeu maritime
Fréquence : 4 secondes (W)
- Lumière : 3 secondes
- Obscurité : 1 seconde

Identifiant : ARLHS : PUR-019 ; USCG : 3-32400 - Amirauté : J5488 - NGA : 110-14416 .

### Lien connexe
- Liste des phares de Porto Rico